# Nataša Galkina
Natal'ja Ivanovna Galkina, nota anche come Nataša Gal o Natalie Gal (Batajsk, 18 dicembre 1985), è una modella e attrice statunitense di origine sovietica, nota per essere arrivata seconda nell'ottava stagione di America's Next Top Model.

## Biografia

### Primi anni
Nata nella famiglia di un cantante lirico e poeta, Nataša Galkina ha iniziato a studiare danza, arte, insieme a pianoforte, canto, ed esibendosi in un teatro all'età di 6 anni. Ha studiato recitazione presso il Teatro d'arte di Mosca e New York University e parla correntemente quattro lingue (russo, ucraino, spagnolo e inglese).

### America's Next Top Model
Nataša è stata una concorrente di America's Next Top Model, ottava stagione, dove si recò con il nome di Nataša. Ha iniziato lo spettacolo non molto forte, ha ricevuto giudizi negativi per le sue prime due foto ed è andata in ballottaggio per la terza settimana. Nella quarta settimana, il suo duro lavoro finalmente la premia e dalla quinta settimana fino alla finale è sempre stata nelle prime tre foto, e più impressionante, per cinque settimane di fila (quinta fino alla decima settimana) era sempre fra le prime due foto, e ha ricevuto due primi posti. Nataša ha gareggiato in finale contro Jaslene González. I giudici hanno trovato la deliberazione finale molto difficile, in quanto entrambe le ragazze avevano fatto molto per tutta la gara, ma hanno deciso di far vincere Jaslene.

### Carriera
Ha avuto contratti con Photogenics mass media a Los Angeles, Fenton mass media a New York, Beatrice a Milano, ha anche le agenzie di Mosca, Londra, Atene, Parigi e Germania. Nel settembre del 2010 è stata scelta per essere la presidentessa del People Power Progress. Ha recitato in diverse produzioni cinematografiche e sfilato per diverse marche come Levuk, Allison Parris, Pantene, Wella, Nexxus, Vivienne Tam, Rock e Repubblica, Diesel, e CoverGirl, ha lavorato per CWTV.

### Vita privata
Ha una figlia, Angelina (n. 2005) con il suo ex-marito, Stuart Halger. Natasha ora vive a New York ed è coinvolta in diverse associazioni di beneficenza.

## Filmografia parziale
- Gossip Girl, serie televisiva (2008-2009)
- Il cacciatore di ex (The Bounty Hunter), regia di Andy Tennant (2010)
- Mangia prega ama (Eat Pray Love), regia di Ryan Murphy (2010)
- Salt, regia di Phillip Noyce (2010)
- Death Beach, regia di Ethan Tang (2016)